# Fabrice Larue
 (janvier 2014).
Si vous disposez d'ouvrages ou d'articles de référence ou si vous connaissez des sites web de qualité traitant du thème abordé ici, merci de compléter l'article en donnant les références utiles à sa vérifiabilité et en les liant à la section « Notes et références ».
Pour les articles homonymes, voir Larue.
Fabrice Larue, né à Rouen le 13 juillet 1958, est un homme d'affaires français du domaine des médias.

## Carrière
Fabrice Larue commence sa carrière en 1978 dans la presse gratuite avec INTER 7, journal gratuit de la Seine-Maritime, édité par la société ARCP, décliné en cinq éditions.
En 1985, il quitte ARCP racheté par COMAREG, et rejoint le groupe OIP/Spir communication pour développer 2 nouveaux journaux gratuits à Nice et Cannes, avant de rejoindre l'année suivante S3G, filiale d'Havas et du journal Sud Ouest qui édite 22 titres dans tout le Sud-Ouest.
En 1988, il rejoint Pierre Alberti qui a créé Radio Nostalgie afin de monter un réseau national et accroître ses parts de marché. En tant que directeur commercial, il développe un réseau de filiales régionales, impulse une  politique de produits dérivés de la marque et favorise l'éclosion de 80 stations en Russie, en Belgique, en Suisse, plusieurs en Afrique de l'Ouest (Dakar, Abidjan, Libreville) et au Liban. Il est nommé Directeur Général de Radio Nostalgie international après le rachat de Nostalgie par RMC en 1991, puis vice-président de GEM, régie publicitaire de Radio Nostalgie et RMC (1992) et président du Syndicat des éditeurs radiophoniques nationaux (1994).
En 1996, Fabrice Larue quitte la radio pour créer une société d'investissement dans la presse. Après sa rencontre avec Bernard Arnault, patron du groupe LVMH, il est propulsé PDG du pôle presse économique du groupe, Desfossés International qui édite La Tribune et Investir. Il fait venir Ivan Levaï à La Tribune. Il applique à la presse les techniques radiophoniques des décrochages régionaux et sort du rouge les comptes de Investir. Dès 1999, il développe le groupe par l’acquisition de Radio Classique, Défis, Le Salon des Entrepreneurs, Connaissance des Arts, Le Monde de la Musique… Rebaptisé D.I Group, groupe plurimédia, il cible un public de « CSP+ », à travers ses centres d’intérêt professionnels (économie et finance) et culturels (musique et art).
Entre 1998 et 1999, il préside également le conseil d’administration de Fred Joaillier et de Benedom, société de fabrication et de distribution des montres Fred, Dior, Céline et Favre-Leuba, à l'origine du développement du pôle horlogerie du groupe LVMH.
Riche de ses multiples expériences, Fabrice Larue entend désormais s'engager en tant qu'entrepreneur. Il quitte le groupe LVMH pour retrouver sa liberté et s'investir dans de nouveaux projets. 
Fabrice Larue crée alors en 2003 une société d’investissement, la Financière Fabrice Larue, et rachète au début de 2004 au groupe Le Monde le pôle Presse informatique, qu'il rassemble sous l’égide de Datem groupe pour profiter de leur expertise sur de nouveaux marchés et initie le rapprochement du groupe de Team Partners Group pour s’adjoindre de nouvelles compétences informatiques. Il cède l’ensemble de ses titres au début de 2007. 
En 2008, il rachète Telfrance, qui produit la série télévisée Plus belle la vie pour France 3. Au début de 2010, il rachète 60 % des parts de l'agence de presse Capa. Il s'associe au groupe Caisse d'épargne pour poursuivre ses investissements dans les secteurs de la communication et des médias au sein de 'FL Capital Partners.
Fort de ces acquisitions en 2010, Fabrice Larue rassemble alors Telfrance et Capa au sein de Newen et constitue ainsi un nouveau groupe leader, spécialisé dans la création de contenus audiovisuels. Il met aussi en place le réseau européen « Newen Network » avec Globomedia, en Espagne, TéVé Media Group, en Hollande et en Belgique et Bavaria Film, en Allemagne. Ce réseau rassemble les plus gros producteurs audiovisuels indépendants européens afin de rendre accessible aux diffuseurs les meilleurs programmes de chaque pays.
En 2014, Fabrice Larue crée Neweb, convaincu que l’avenir du web passera par la vidéo tout comme celui de l’audiovisuel passera par le web. Parallèlement à Newen, cette nouvelle structure rassemble les acquisitions dans le domaine numérique, en particulier le site Les Numériques, devenu en dix ans la référence des comparatifs et des tests de produits high-tech sur Internet, Beauté Test et Gamekult. 
En mars 2015, Fabrice Larue intègre 17 juin média au groupe Newen. Ce nouveau rapprochement vient  compléter l’offre du pôle audiovisuel d’une nouvelle expertise sur les documentaires et magazines de médecine, sciences et santé.
Avec Newen, Fabrice Larue a construit le premier groupe indépendant français de production audiovisuelle mettant la création « made in France » au cœur de sa stratégie (avec un investissement important en R&D et la création de Production Valley, filiale dédiée au flux et employant directement ou indirectement plus de mille personnes en France).
En 2016, Fabrice Larue ouvre le capital de son groupe, à hauteur de 70%, à TF1 afin de lui permettre de se développer à l'international et créer un grand studio français à même de concurrencer les autres acteurs mondiaux. 
En 2017, Fabrice Larue poursuit le développement international de Newen à travers le lancement de Versailles Saison 3 (après le succès des deux premières saisons vendues dans 135 pays) et l’acquisition du groupe de médias hollandais Tuvalu.
Fabrice Larue continue à investir dans la création en général et les contenus en particulier à travers FLCP (Fabrice Larue Capital Partners).

## Distinctions
- Fabrice Larue a été fait chevalier de l'ordre national de la Légion d'honneur le 28 novembre 2005 puis élevé au grade d'officier en mars 2014[8].